# Sybra quadripunctata
Sybra quadripunctata là một loài bọ cánh cứng trong họ Cerambycidae.